# Miemala
Miemala est le 21ème quartier d'Hämeenlinna en Finlande.

## Présentation
Miemala est situé dans la partie sud de la ville à environ quatre kilomètres du centre-ville. 
Le quartier est principalement agricole avec quelques zones de maisons individuelles.
Miemala est traversé par l'esker Hattelmalanharju et il abrite le manoir de Perttula.
Miemala est bordée à l'est par le lac Vanajavesi, à l'ouest par la route nationale 3 et au sud par Janakkala. 
Située dans le quartier, l'ile Miemalansaari du Vanajavesi est la plus grande île d'Hämeenlinna.